# Kappa Pyxidis
Désignations
Kappa Pyxidis (κ Pyxidis / κ Pyx) est une étoile géante de la constellation australe de la Boussole. Elle est visible à l'œil nu avec une magnitude apparente de 4,58.

## Environnement stellaire
Kappa Pyxidis présente une parallaxe annuelle de 6,24 ± 0,11 mas telle que mesurée par le satellite Gaia, ce qui permet d'en déduire qu'elle est distante de 160,28 ± 2,78 pc (∼523 al) de la Terre. L'étoile se rapproche actuellement du Système solaire à une vitesse radiale de −45 km/s, et pourrait se rapprocher jusqu'à une distance d'environ 94,37 pc (∼308 al) dans 2,6 millions d'années. Son orbite au sein de la Voie lactée suit une excentricité importante de 0,68.
Kappa Pyxidis possède un compagnon de dixième magnitude recensé dans les catalogues d'étoiles doubles et multiples, localisé à une distance angulaire de 2,1 secondes d'arc. Elle apparaît être une double purement optique.

## Propriétés
Kappa Pyxidis est une étoile géante rouge de type spectral K4III, qui a épuisé les réserves en hydrogène de son noyau, puis qui s'est étendue et refroidie. Son rayon est devenu 67 fois plus grand que le rayon solaire. C'est une étoile variable de type indéterminé, dont la luminosité varie avec une amplitude de 0,0058 en magnitude visuelle sur une période de 8,5 jours. L'étoile est 927 fois plus lumineuse que le Soleil et sa température de surface est de 3 931 K.